# Andreas Blum (Journalist)

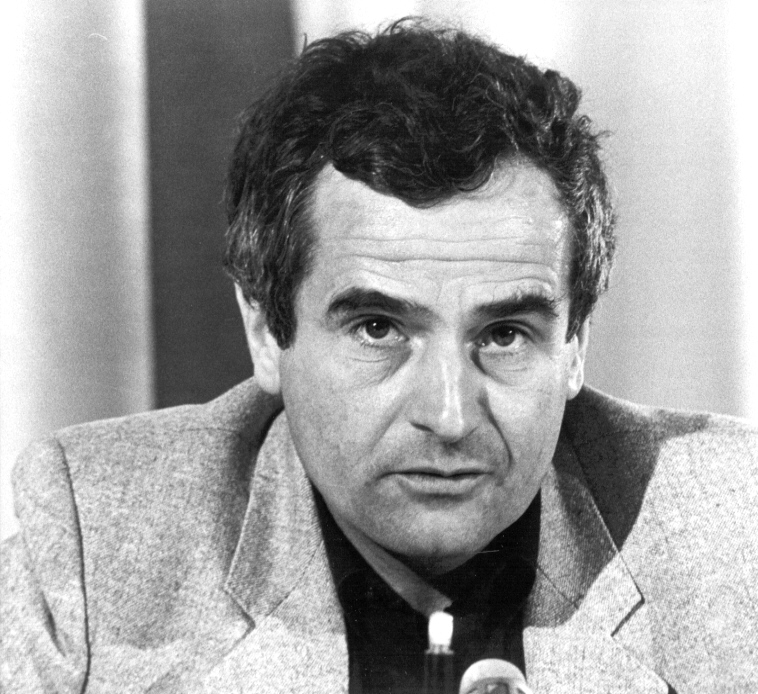
Andreas Blum (1984)

Andreas Blum (* 21. Februar 1938 in Zug; † 26. Januar 2024) war ein Schweizer Schauspieler, Radiojournalist, Politiker (SP) und Spitzensportler. Von 1975 bis 1979 war er Mitglied des Nationalrats, anschliessend bis 1999 Direktor von Schweizer Radio DRS.

## Biografie
Andreas Blum ist in Zug aufgewachsen. Nach dem Studium der Geschichte und Philosophie in München, Bern und Basel wurde er 1967 Mitarbeiter der SRG. Von 1975 bis 1979 war er Mitglied des Nationalrats für die SP. Als Spitzensportler betrieb er in den 1960er und 1970er Jahren Modernen Fünfkampf.
Andreas Blum war u. a. als Schauspieler in 18 Folgen der Fernsehserie Salto Mortale zu sehen und hat zahlreiche, zum Teil Aufsehen erregende Sendungen des Schweizer Fernsehens, wie Telebühne, moderiert. Darin wurde versucht, kritisch und kontrovers den aktuellen Zeitgeist widerzuspiegeln. Blum begann seine Tätigkeit als Schauspieler Ende der 1950er Jahre und war bis 1972 vor allem in Fernsehproduktionen zu sehen. Zu seinen wenigen Kinofilmen gehört die Literaturverfilmung Frau Cheneys Ende (1961). Im Sommer 2011 spielte er bei den Thuner Seespielen die Titelrolle im Musical Gotthelf.
Nebenberufliche Engagements Blums waren: Mitglied des Aktionskomitees von Brot für Brüder, Präsident der Schweizer Sektion von Amnesty International, Mitglied der Menschenrechtskommission des Schweizerischen Evangelischen Kirchenbunds, von 1985 bis 1990 Präsident von Swissaid, bis Mitte 2006 Präsident der Finanzierungskommission der Glückskette und von 2001 bis 2007 Vorstandsmitglied von Exit (Schweiz), verantwortlich für die Kommunikation.
Blum hatte drei Kinder und war in dritter Ehe verheiratet. Am 26. Januar 2024 schied Blum im Alter von 85 Jahren mithilfe der Sterbehilfeorganisation Exit aus dem Leben.

## Filmografie (Auswahl)
- 1961: Frau Cheneys Ende
- 1966: Liselotte von der Pfalz
- 1967: Sherlock Holmes: Folge 1, Das gefleckte Band
- 1969–1972: Salto Mortale (18 Folgen)